# حاملات السم
حاملات السم (الاسم العلمي: Toxicofera) هو أصنوفة من الزواحف تتبع ثنائيات التشعب من رتبة الحرشفيات.

## التصنيف
- حاملات السم
  - الحفافيث
    - الثعابين
      - الثعابين الحقيقية